# Acer cissifolium
Acer cissifolium là một loài thực vật có hoa trong họ Bồ hòn. Loài này được (Siebold & Zucc.) K.Koch mô tả khoa học đầu tiên năm 1864.

## Hình ảnh

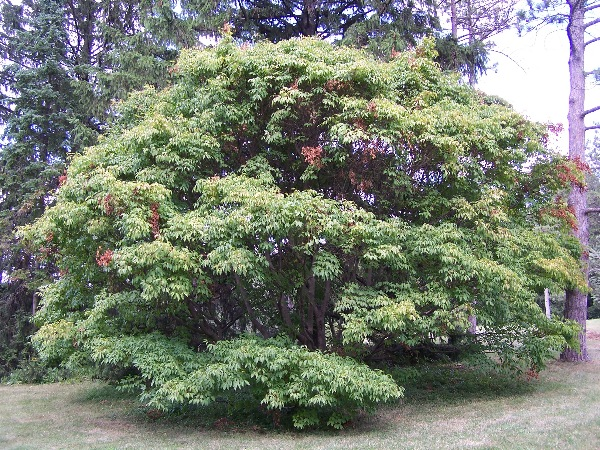
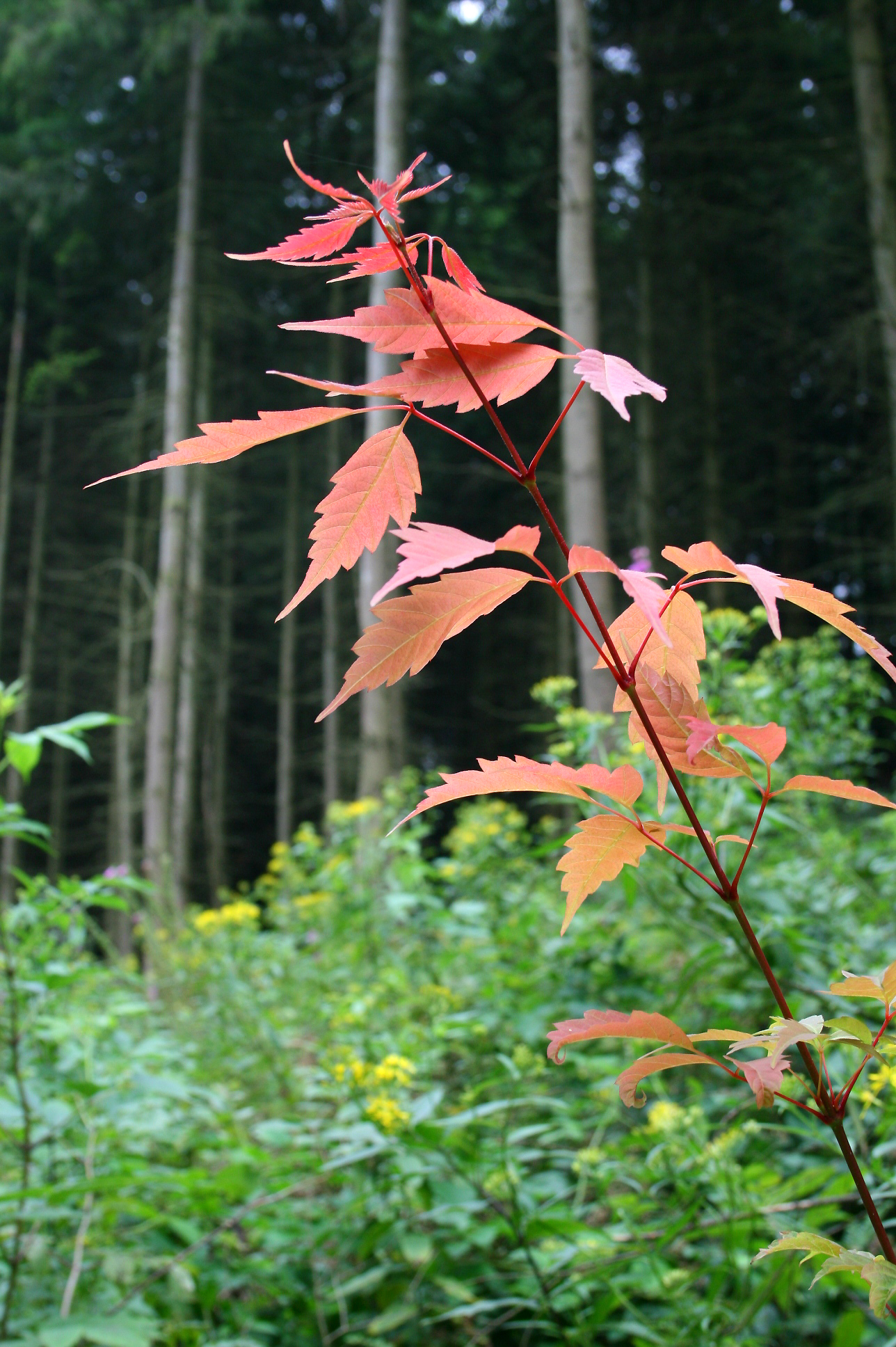
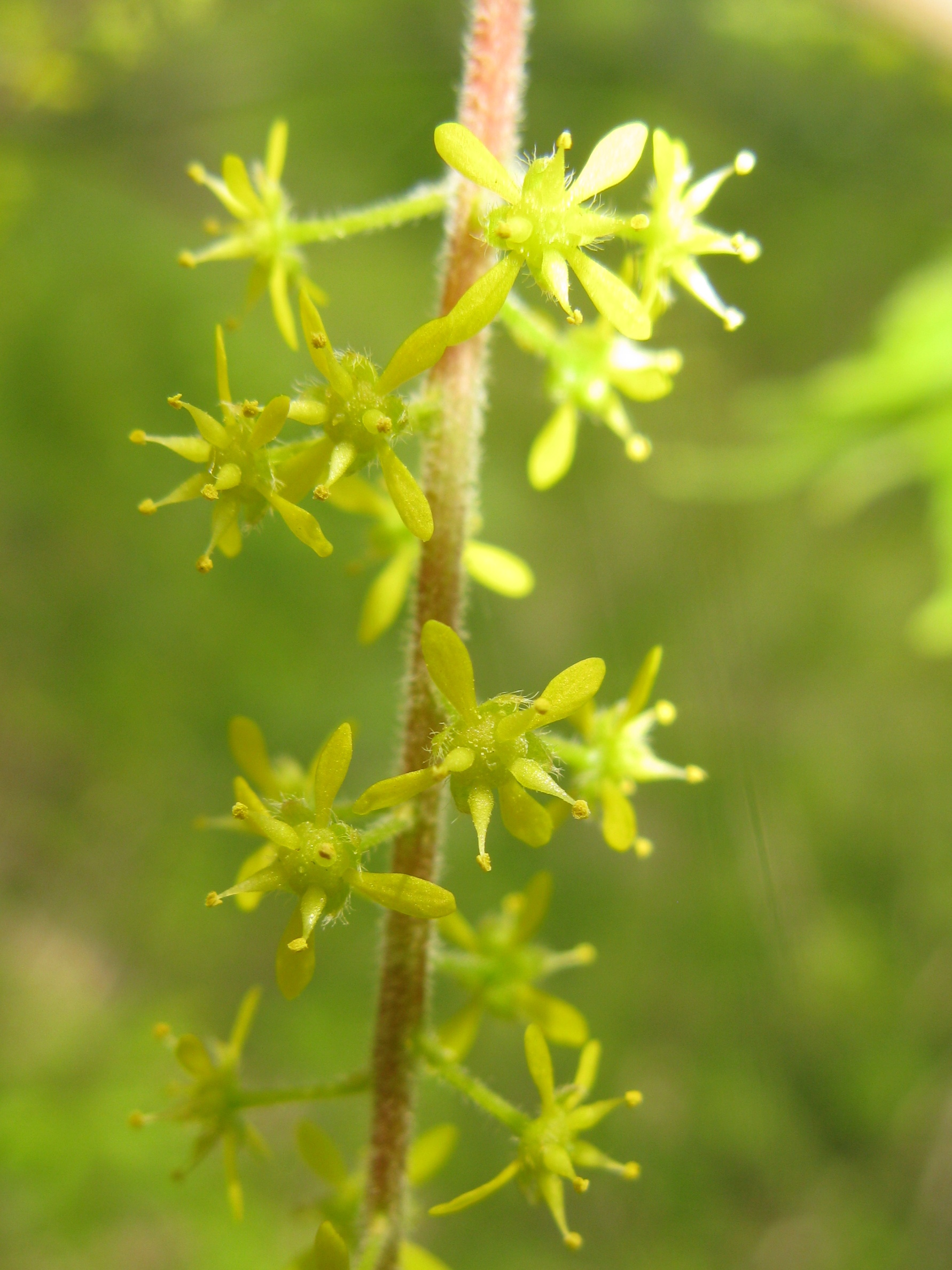
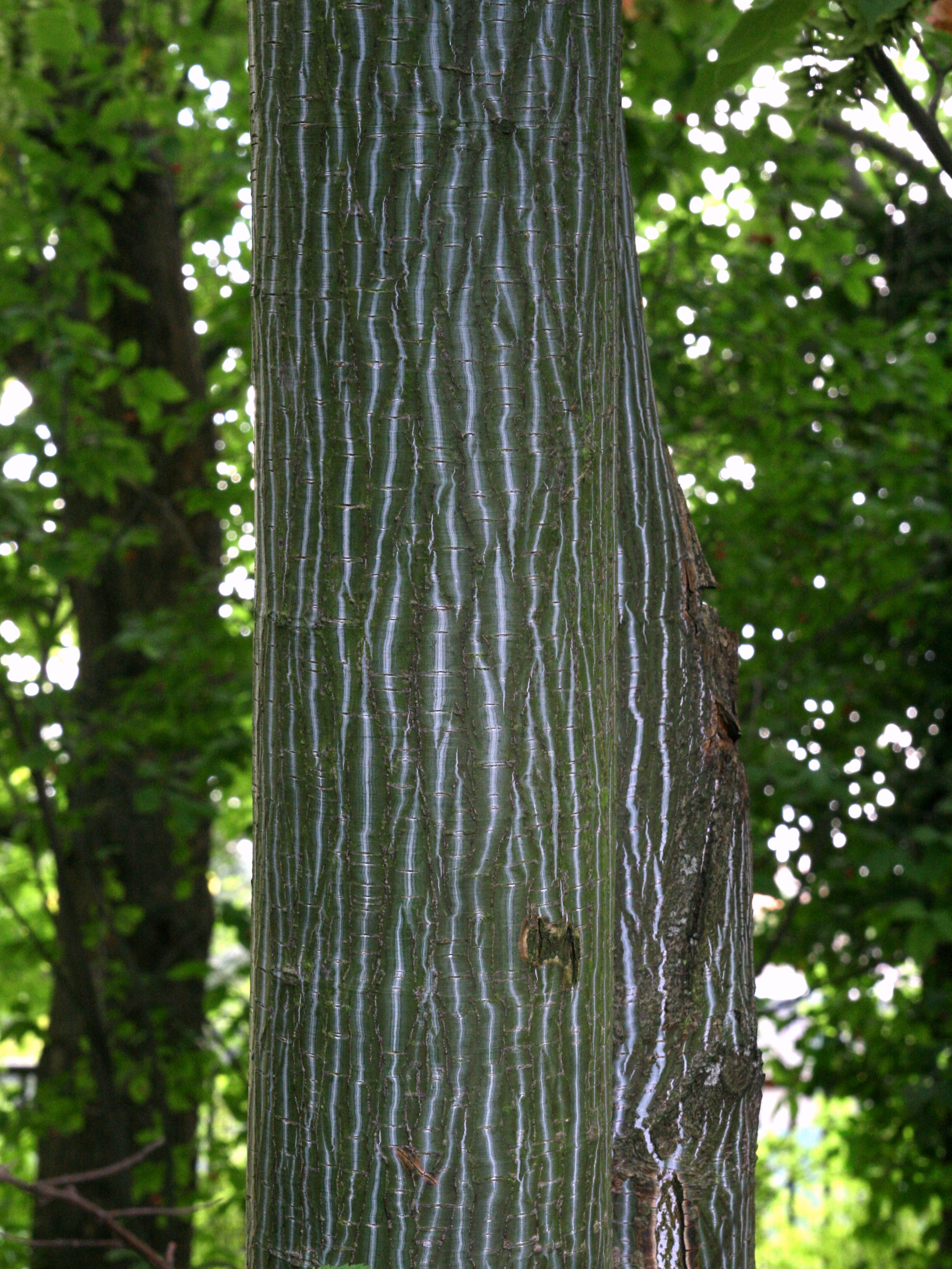